# Domingo Brescia

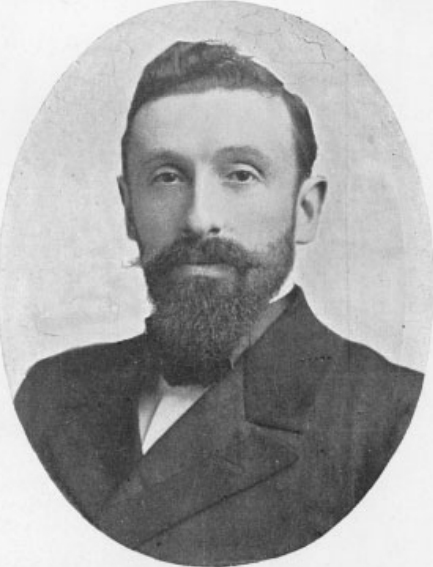

Domingo Brescia (* 1866 in Pirano; † 1939) war ein italienischer Komponist und Musikpädagoge.
Brescia hatte in seiner Kindheit und Jugend Unterricht in Harmonielehre, Kontrapunkt, Violine und Klavier bei José Ventrella, einem Schüler von Saverio Mercadante. Von 1885 bis 1888 studierte er am Mailänder Konservatorium Komposition bei Amilcare Ponchielli, danach am Konservatorium von Bologna Kontrapunkt bei Alessandro Busi und Komposition bei Giuseppe Martucci. Hier erhielt er 1889 das Diplom als Maestro Compositor.
Danach übernahm er die Stelle des Direktors des Instituto Musical der Stadt und wirkte als Chorleiter des Teatro Lirico an der Aufführung von Richard Wagners Parsifal mit. Zur gleichen Zeit komponierte er die Oper Vesperi. 1892 reiste er nach Concepción in Chile, wo er zu den Mitbegründern der literarischen Akademie Liceo gehörte. In Concepción entstanden Werke wie die Kantate Alla Sciencia, das religiöse Stück Bíblica, das folkloristische Danzando en la era und die dreiaktige Oper La Salinara.
1898 ging Brescia an das Conservatorio Nacional de Música in Santiago de Chile, wo er im gleichen Jahr Professor für Harmonielehre und Kontrapunkt wurde. Zu seinen Schülern zählten u. a. Pedro Humberto Allende Sarón, Enrique Soro Barriga, Carlos Isamitt, Javier Rengifo und María Luisa Sepúlveda. 1899  wurde seine Oper La Salinara am Teatro Municipal de Santiago aufgeführt. In Santiago komponierte er u. a. Lieder nach Texten von Heinrich Heine in italienischer Übersetzung sowie verschiedene Werke für Klavier und Violine und Klavier.
1904 verließ Brescia das Konservatorium in Santiago und ging nach Ekuador. Hier leitete er bis 1911 das Konservatorium in Quito, wo Segundo Luis Moreno und Luis Humberto Salgado zu seinen Schülern zählten. In Ekuador komponierte er seine Sinfonía Ecuatoriana.

## Werke
- Cantata, 1889
- Vesperi, Oper in einem Akt, 1889
- Cantata para celebrar el jubileo de Verdi en Trieste, 1889
- Alla Scriencia, C1892–1898. Ob.: no hay datos que permitan ubicar la partitura de la obra
- Bíblica, 1892–1898
- Melodías Folkláricas (Danzando en la Era), 1892–1898
- La Satinara, Oper, 1900
- Sinfonía ecuatoriana, 1904–1911
- Festa Campestre für Klavier, 1889–1892
- Suite Mignonne für Klavier, 1889–1892
- Sotto e Piante für Mezzosopran und Klavier, 1898–1904
- Cuánto tarda für Mezzosopran und Klavier, 1898–1904
- Berceuse für Violine und Klavier, 1898–1904
- Página de Álbum für Klavier, 1898–1904

## Quelle
- Fernando García Arancibia: Domingo Brescia y el aporte foráneo al desarrollo musical chileno

| Personendaten    | Personendaten                             |
| ---------------- | ----------------------------------------- |
| NAME             | Brescia, Domingo                          |
| ALTERNATIVNAMEN  | Brescia, Domenico                         |
| KURZBESCHREIBUNG | italienischer Komponist und Musikpädagoge |
| GEBURTSDATUM     | 1866                                      |
| GEBURTSORT       | Piran                                     |
| STERBEDATUM      | 1939                                      |